# Valério Máximo (cônsul em 327)
Valério Máximo foi um oficial romano do século IV, ativo durante o reinado do imperador Constantino I (r. 306–337). Era senador romano e foi nomeado cônsul em 327.

## Biografia
Valério Máximo foi membro da gente Valéria, uma gente patrícia do século IV, e provavelmente era filho de Valério Máximo Basílio. Serviu como vigário do Oriente (em latim: Vicarius Orientis) em 325 antes de ser nomeado como prefeito pretoriano na Diocese do Oriente, provavelmente no final de 326, quando o imperador Constantino (r. 306–337) retornou da Itália. Esse foi uma nomeação incomum uma vez que o cargo de prefeito pretoriano era reservado aos membros da ordem equestre, não senadores, o que expressa a confiança depositada pelo imperador a Valério Máximo o que lhe permitiu exercer o comando sobre os extensivos recursos do leste. Ele continuou a servir Constantino neste papel entre 327-328, abandonando o cargo em 329 logo após Constantino retornar da Gália.
Durante esse período, em 327, Valério Máximo foi nomeado como cônsul posterior ao lado de Flávio Constâncio. No final de 331, foi provavelmente enviado à Gália com o césar Constâncio II, servindo como prefeito pretoriano de Constâncio. Valério Máximo serviu-o até final de 333 ou começo de 334 quando Constâncio retornou à corte de seu pai em Constantinopla. Em torno de 336, Valério Máximo foi nomeado como prefeito pretoriano pela terceira vez, desta vez acompanhando o césar Dalmácio para as províncias ao longo a fronteira do Danúbio. Ele serviu Dalmácio até 337 quando Valério Máximo foi substituído pouco antes do assassinado de Dalmácio na sequência da morte de Constantino.
É especulado que Valério Máximo casou-se duas vezes. Seu primeiro casamento pode ter sido com Septímia, uma filha de Septímio Basso. Eles possivelmente tiveram um filho juntos chamado Lúcio Valério Septímio Basso. Seu segundo casamento foi possivelmente com Vulcácia, supostamente a filha de Nerácio Júnio Flaviano. Tem sido postulado que eles tiveram duas crianças, Valério Máximo Basílio e Valéria, que pode ter se tornado cristã através do possível casamento com Rúfio Mécio Plácido.

## Linhagem
| Linhagem de Lúcio Vipstano Messala |
| --- |
| - Lúcio Vipstano Messala, orador (c. 45 – c. 80) - Lúcio Vipstano Messala, cônsul em 115 (c. 75 – depois de 115) - Lúcio Vipstano Cláudio Poplícola Messala (c. 105 – depois de 140) - Lúcio Valério Messala Trásea Prisco, cônsul em 196 (c. 156 – c. 212) - Lúcio Valério Messala Apolinário, cônsul em 214 (? – ?) - Lúcio Valério Cláudio Acílio Prisciliano Máximo, cônsul em 256 (? – ?) - Lúcio Valério Poplícola Balbino Máximo, cônsul em 253 (? – ?) - Lúcio Valério Messala, cônsul em 280 (? – ?) - Lúcio Valério Máximo Basílio, prefeito urbano de Roma em 319 (? – ?) - Lúcio Valério Máximo Basílio, cônsul em 327 (? – ?) - Lúcio Valério Setímio Basso, prefeito urbano de Roma em 379 ou 383 (c. 328 – depois de 379 ou 383) - Valério Adelfo Basso (c. 360 – depois de 383) - Valério Adelfo (nascido c. 385) - Adélfia (c. 410 – depois de 459) - Valério Máximo Basílio, prefeito urbano de Roma em 361 (c. 330 – depois de 364) - Valério Publicola (? – ?) - Melânia, a Jovem, santa cristã (c. 383 – 31 de dezembro de 439) - Dois filhos, morreram jovens - Outros dois filhos - Valéria (? – ?), não se sabe se teve filhos |